# Binic
Binic è un comune francese soppresso del dipartimento delle Côtes-d'Armor nella regione della Bretagna. Dal 1º marzo 2016 si è fuso con il comune di Étables-sur-Mer per formare il nuovo comune di Binic-Étables-sur-Mer di cui è divenuto comune delegato.

## Società

### Evoluzione demografica
Abitanti censiti